# Franska lutherska församlingen
Franska lutherska församlingen var en församling grundad 1687, senare nedlagd 1791. Församlingen låg i Stockholms kommun i Stockholms län. 

## Allmänt
Den franska lutherska församlingen bestod i huvudsak av fransktalande lutheraner, vilka inkommit till största del från Frankrike.

## Kyrkoherdar
| Ämbetstid | Namn                  | Levnadstid | Övrigt                                               |
| --------- | --------------------- | ---------- | ---------------------------------------------------- |
| 1694–1700 | Nicolaus Bergius      | 1658–1706  |                                                      |
| 1701–1715 | Nicolaus Sternell     | 1667–1744  | Senare kyrkoherde i Jakob och Johannes församlingar. |
| 1716–1725 | Petrus Holmer         | –1725      |                                                      |
| 1725–1728 | Lars Arnell den äldre | 1689–1742  | Senare kyrkoherde i Jakob och Johannes församlingar. |
| 1728–1737 | Andreas Flinck        | 1695–1737  |                                                      |
| 1739–1744 | Olof Kiörning         | 1704–1778  | Senare kyrkoherde i Jakob och Johannes församlingar. |
| 1744–1754 | Olov Tillæus          | 1704–1762  |                                                      |
| 1754–1776 | Peter Nensén          | 1711–1788  | Senare kyrkoherde i Klara församling.                |
| 1782–1786 | Carl Petter Blomberg  | 1748–1820  | Senare kyrkoherde i Värmdö församling.               |
| 1786–1791 | Georg Gerdin          | 1736–1802  | Senare kyrkoherde i Sunne församling.                |

### Komministrar
| Ämbetstid | Namn                  | Levnadstid | Övrigt                                   |
| --------- | --------------------- | ---------- | ---------------------------------------- |
| 1696–1712 | Joseph Laroque        | –1712      |                                          |
| 1715–1716 | Petrus Holmer         | –1725      | Senare kyrkoherde i församlingen.        |
| 1728–1731 | Johan Nikolaus Pouget | 1687–1735  | Senare kyrkoherde i Katarina församling. |
| 1732–1739 | Olof Kiörning         | 1704–1778  | Senare kyrkoherde i församlingen.        |
| 1739–1744 | Olov Tillæus          | 1704–1762  | Senare kyrkoherde i församlingen.        |
| 1744–1754 | Peter Nensén          | 1711–1788  | Senare kyrkoherde i församlingen.        |
| 1754–1773 | Mårten Höckert        | 1712–1773  |                                          |
| 1774–1786 | Georg Gerdin          | 1736–1802  | Senare kyrkoherde i församlingen.        |

## Församlingsmedlemmar
- Frans Bedoire (1690-1742), handelsman